# Espectre polític

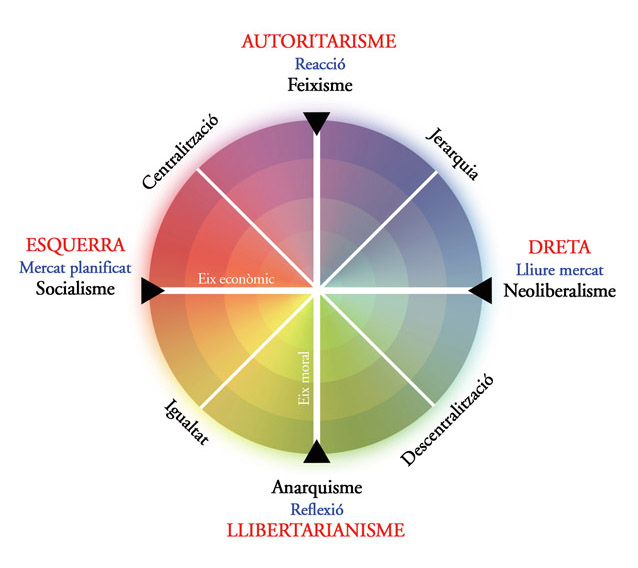
Una representació d'espectre polític

L'espectre polític és el conjunt de totes les ideologies polítiques coexistents en un grup social en un instant determinat de la seva història. En un parlament d'un sistema democràtic, per exemple, es solen trobar les opcions polítiques resultat d'una elecció, que és un subconjunt de totes les existents.
Es pot descriure en forma de llistat, de descripció redactada, d'esquema o també es pot representar d'altres maneres més visuals, com mitjançant grafs, gràfiques i altres medis.

## Determinació de l'espectre polític

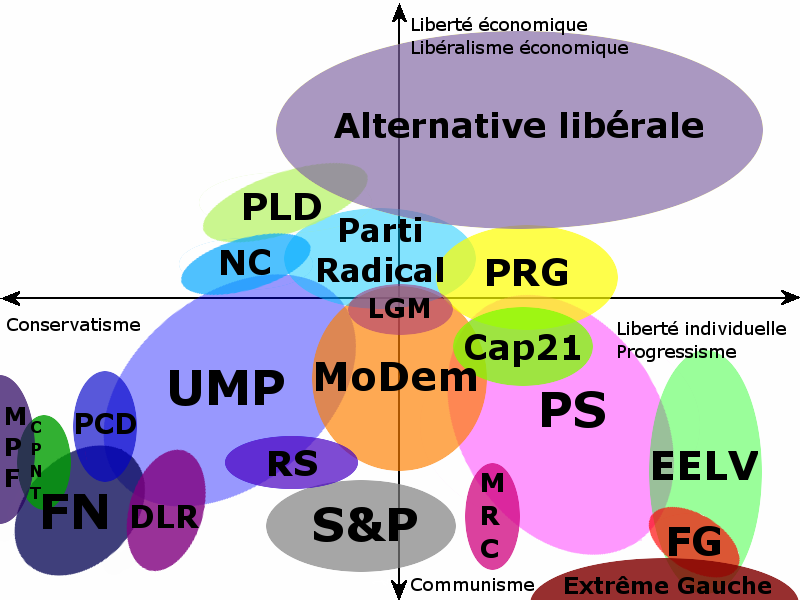
Espectre polític francès en 2012

Una de les suposicions més bàsiques per determinar un espectre polític és que les opinions de les persones sobre diversos temes estan correlacionades, o que un tema essencial és la suma o domina les altres. Per tal que existeixi un espectre polític ha d'existir un rang ampli de posicions; és a dir, els sistemes polítics en què totes les persones es troben clarament en un grup o un altre i ningú en una posició intermèdia, no es descriuen exactament amb model dels espectres polítics.
Per altra banda l'espectre polític deixa d'existir quan l'opinió d'un grup guanya tal posició que ja no existeix cap divergència d'opinions. Per exemple, als Estats Units, l'espectre polític quant al federalisme va acabar amb la instauració d'un sistema d'organització federal.

## Model de l'eix dreta i esquerra

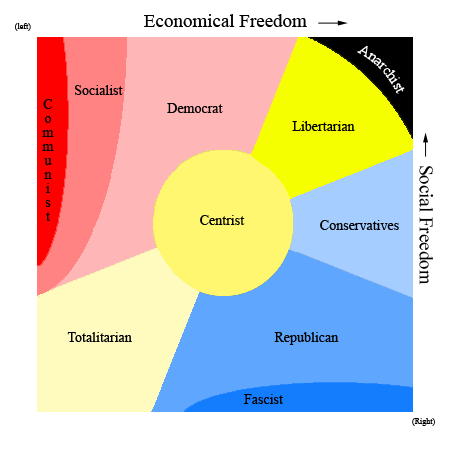
Tendències polítiques segons el grau de llibertat econòmica (eix horitzontal) i el de llibertat social (eix vertical). L'esquerra està situada a la cantonada esquerra superior, amb les seves tendències en tons vermellosos, mentre que la dreta es troba a la dreta inferior, i les tendències que hi pertanyen en colors blaus.

En els països occidentals moderns, l'espectre polític sovint es descriu utilitzant els termes "política de dreta" i "esquerra". El liberalisme del mercat, o mínima o gens intervenció econòmica, ni al mercat ni social, incloent la privatització dels serveis de l'"estat del benestar", sovint es considera a la dreta o al centredreta mentre que el liberalisme social, que prioritza la llibertat i mínima o nul·la intervenció de l'Estat en decisions de moral i vida personal, com els models familiars i sexuals, els costums, les tradicions i les religions, es considera al centre, centreesquerra o esquerra. La democràcia cristiana es pot trobar al centredreta o al centreesquerra depenent del país, les circumstàncies i l'època.

## Models de més d'una dimensió

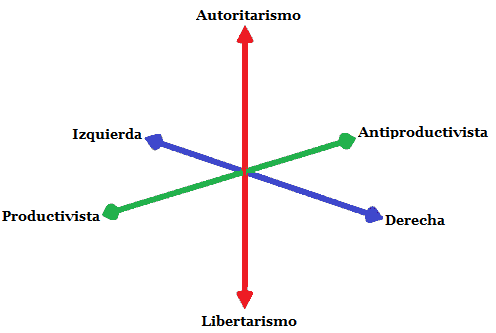
Model amb tres eixos

El model d'un eix sovint es considera molt simplificat, agrupant proposicions polítiques relativament diferents. Els aspectes o opinions quant a alguns temes poden variar fins i tot dins els grups que es considerarien de "dreta" o "esquerra". A més, algunes persones poden pensar que hi ha filosofies polítiques que han sorgit durant els últims dos segles no poden ser catalogades segons el model unidimensional, en particular l'anarquisme i el llibertarianisme.
Alguns exemples descrits a bibliografies de models de dues dimensions són el model de Nolan i el model estatunidenc de Mitchel a la seva època contemporània (primera desena del segle XXI.

### Model bidimensional de Nolan

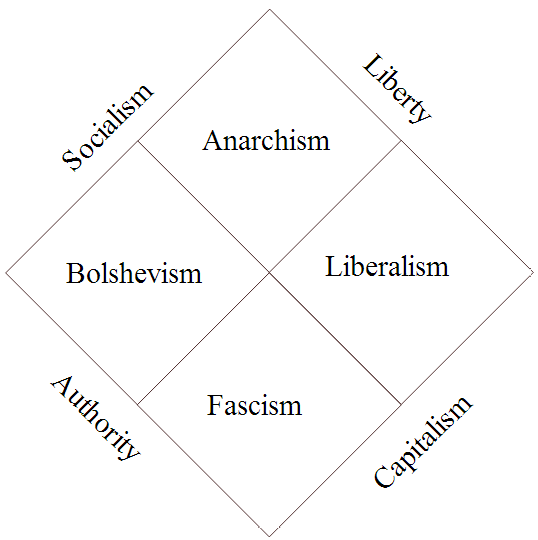
Model bidimensional amb dos eixos: la gamma de tendències segons el grau d'individualisme i col·lectivisme, i l'eix que les posiciona segons el grau de llibertat o autoritarisme

El model de Nolan proposa un diagrama que pretén copsar les essències de les ideologies polítiques i localitzar-les en quatre punts concrets d'un sistema de coordenades radial, que col·loca quatre ideologies que ell considera bàsiques a cada punt cardinal (nord-sud, est-oest).
Cada punt cardinal en forma de triangle negre representa una ideologia concreta en el seu "estat pur" o estat més "radical", és a dir, el punt on coincideix una combinació de característiques que diferencien a cada ideologia al màxim de les altres tres. Així doncs, malgrat les concepcions que cadascun tingui de les ideologies, difereixin enormement (inclòs entre els mateixos ideòlegs de les diverses ideologies), aquí utilitzarem els noms de les 4 ideologies per identificar aquests 4 punts que acabem d'esmentar. La intenció no és la de definir a l'anarquisme o al feixisme "perfecte", ans posar nom a aquests 4 punts. Fora d'aquests punts, podríem trobar infinitat d'ideologies combinades entre les 4 ideologies i els 4 eixos, com ara la socialdemocràcia o l'anarquisme individualista, a tall d'exemple.

#### Eix econòmic
Aquest eix ve marcat per la gestió del sistema econòmic: el socialisme dona tot el poder al govern per tal de planificar el mercat, mentre que el neoliberalisme allibera totalment el mercat econòmic del control i la intervenció del govern en matèria del dret privat.
Nolan entén que la dreta cerca el màxim bé individual o personal i l'esquerra el màxim bé col·lectiu social. La dreta és la ideologia que defensa els interessos de la classe dirigent per tal de mantenir els seus privilegis. En contraposició, l'esquerra defensa els interessos de la classe treballadora.

#### Eix moral
Per Nolan, el que defineix les dues ideologies que formen aquest eix és l'amplitud del seu horitzó moral i els valors que defensen. Si l'anarquisme defensa la llibertat per sobre de tot (llibertarianisme o antiautoritarisme) el feixisme defensa just el contrari: anteposa l'autoritat i "l'ordre" per sobre de tot. L'horitzó moral del feixisme no va més enllà d'allò que és capaç de reconèixer com a igual, cercant l'explotació i domini sobre tot el que quedi fora del seu propi grup. En canvi, l'anarquisme, cerca l'obertura constant del seu horitzó moral, solidaritzant-se amb tots els elements que siguin vulnerables a l'explotació i dominació humana, des de les persones d'ètnia o cultura diferent, fins als animals i tot el que forma part del medi ambient.
Segons Nolan, ni el feixisme és de dretes ni l'anarquisme és d'esquerres: per ell, el feixisme no busca el bé de l'individu ni del col·lectiu en general, sinó que busca el màxim bé d'uns individus en concret i d'un col·lectiu concret: la classe dirigent. Per altra banda, Nolan diu que el pensament llibertari o anarquisme tampoc és d'esquerres, ja que el veu com un autèntic alliberament personal que no és possible sense un alliberament social i viceversa. Així doncs, entén l'anarquisme com un equilibri entre la recerca del bé individual i el bé col·lectiu.
El feixisme és interclassista per Nolan perquè opina que utilitza missatges simples que puguin resultar atractius pel pessimisme i desil·lusió de la classe treballadora mentre que per a ell l'anarquisme també és interclassista en el sentit que advoca per la supressió de les classes i defuig tota exaltació d'una classe concreta, al contrari del que passa amb el socialisme.

### Model bidimensional de Mitchell
Brian Patrick Mitchell va proposar un model que defineix vuit tipus de partits o grups polítics segons com tinguin en compte dos eixos: l'ús del poder (kratos) i la distinció social o ranquisme (arquia). Aquest model s'ha aplicat a la realitat estatunidenca i pot no reflectir els matisos d'altres indrets. Els grups són:
- comunitaris: pro kratos, ambivalent respecte a l'arquia
- progressistes: anti arquia, pro kratos
- radicals: anti arquia, ambivalent respecte al kratos
- individualistes: anti arquia, anti kratos
- paleoliberals: anti kratos, ambivalent respecte a l'arquia
- paleoconservadors: pro arquia, anti kratos
- teoconservadors: pro arquia, ambivalent respecte al kratos
- neoconservadors: pro kratos, pro arquia